# Sarezzo
Sarezzo é uma comuna italiana da região da Lombardia, província de Bréscia, com cerca de 11.607 habitantes. Estende-se por uma área de 17 km², tendo uma densidade populacional de 683 hab/km². Faz fronteira com Brione, Gardone Val Trompia, Lumezzane, Marcheno, Polaveno, Villa Carcina.

## Demografia
| Variação demográfica do município entre 1861 e 2011                               |
|                                                                                   |
| Fonte: Istituto Nazionale di Statistica (ISTAT) - Elaboração gráfica da Wikipedia |